# 解慍鄉
解慍鄉（解慍公社、前進公社），是四川省鄰水縣下轄的一個鄉鎮級行政單位，存在於清代至1993年。

## 沿革[1]
- 民國19年(1920年)，鄉改稱鄉公所，治城改為鼎屏鎮，東附城改為延聖鄉，南附城改為解慍鄉，西附城改為挹爽鄉，北附城改為拱極鄉。
- 1949年12月，鼎屏區人民政府即建立了解慍鄉公所。1950年7月30日，鼎屏區改稱第一區，解慍鄉人民政府屬第一區公所領導。1952年8月，解慍鄉人民政府劃歸第二區(城南區)公所。1953年4月24日，解慍鄉公所改稱解慍鄉人民政府．1956年1月16日，第二區公所撤銷，解慍鄉人民政府改稱解慍鄉人民委員會，屬城北區公所領導。1958年9月22日，解慍鄉人民委員會改稱解慍人民公社。1961年11月27日，解慍人民公社由城北區划出，正式歸新建的城南區公所領導。1966年5月「文革」開始後，解慍人民公社工作受到干擾。1967年1月，為了破「四舊」，解慍人民公社改稱前進人民公社。3月，由公社武裝幹部和群眾代表主持成立了前進人民公社生產辦公室，負責公社日常工作。1994年併入城南鎮。